# BK Zaporoże
BK Zaporoże (ukr. Баскетбольний клуб «Запоріжжя», Basketbolnyj Kłub „Zaporiżżia”) – ukraiński klub koszykarski, mający siedzibę w mieście Zaporoże.

## Historia
Chronologia nazw:
- 1972: BK Budiwelnyk Zaporoże (ukr. БК «Будівельник» Запоріжжя)
- 1993: BK Ferro Zaporoże (ukr. БК «Ферро» Запоріжжя)
- 2001: BK Ferro-Jabłuko Zaporoże (ukr. БК «Ферро-Яблуко» Запоріжжя)
- 2002: BK Ferro-ZNTU Zaporoże (ukr. БК «Ферро-ЗНТУ» Запоріжжя)
- 2015: klub rozwiązano
- 2015: BK Zaporoże (ukr. БК «Запоріжжя»)
- 2015: BK Zaporoże-ZOG (ukr. БК «Запоріжжя-ZOG»)

Klub koszykarski Budiwelnyk Zaporoże został założony w Zaporożu w 1972 roku. Przez 18 lat drużyna rywalizowała w Mistrzostwach Ukraińskiej SRR (druga grupa), wielokrotnie była bliska awansu do pierwszej ligi. Od 1990 roku uczestniczyła w mistrzostwach ZSRR drugiej ligi.
Po odzyskaniu niepodległości przez Ukrainę w 1992 zespół debiutował w sezonie 1992/93 w Pierwszej Lidze Ukrainy, zajmując 7.miejsce. W październiku 1992 został zarejestrowany obwodowy klub koszykówki z inicjatywy dwóch firm ZaporiżBud Trust i Zaporoski Zakład Ferro-stopów. Od lipca 1993 głównym sponsorem został Zakład Ferro-stopów, dlatego klub przemianowano na Ferro Zaporoże. W sezonie 1994/95 zespół zwyciężył w Pierwszej lidze i awansował do Wyższej Ligi. W debiutowym sezonie 1995/96 zajął wysokie 6.miejsce. Latem 1996 została organizowana Superliga, a Wyższa liga została obniżona do drugiego poziomu, Pierwsza liga do trzeciego. Sezon 1996/97 klub zakończył na 8.pozycji w Superlidze. W sezonie 2000/01 zajął ostatnie 12.miejsce i spadł do Wyższej Ligi. W następnym sezonie 2001/02 jako Ferro-Jabłuko Zaporoże finiszował trzecim. Przed rozpoczęciem sezonu 2002/03 klub znalazł sponsora – Zaporoski Narodowy Uniwersytet Techniczny, dlatego w nazwie dodano jego skrót – Ferro-ZNTU Zaporoże. W kolejnych sezonach w Wyższej Lidze zajmował miejsca: 5 w 2003, 14 w 2004, 11 w 2005, 6 w 2006, 14 w 2007, 14 w 2008. W sezonie 2008/09 po raz pierwszy w historii europejskiej koszykówki nastąpił podział krajowego związku koszykówki. Formalnie powodem podziału był brak akceptacji przez FBU pewnych ograniczeń. W szczególności limit wynagrodzeń, który istnieje w Stanach Zjednoczonych i limit dla zagranicznych graczy. Niektóre kluby, które nie zrezygnowały z tego stanowiska, zjednoczyły się w nowej lidze – Ukraińskiej Lidze Koszykówki (UBL), reszta pozostała w Superlidze. Ferro-ZNTU startował w UBL, zajmując 5.miejsce. W 2009, po połączeniu dwóch lig, a mianowicie UBL i Superligi, klub zdobył brązowe medale mistrzostw. W następnym sezonie 2010/11 uplasował się na czwartej pozycji w Superlidze. W kolejnych dwóch sezonach 2011/12 i 2012/13 ponownie był trzecim. Sezon 2013/14 zakończył na 5.pozycji po rundzie zasadniczej, ale odpadł w ćwierćfinale fazy playoff. Po zakończeniu sezonu 2014/15 w którym zajął 7. miejsce klub ogłosił o rozwiązaniu z powodów finansowych.
Wkrótce klub został reaktywowany jako BK Zaporoże. Po znalezieniu sponsora – ZaporizhOilGroup – zmienił nazwę na BK Zaporoże-ZOG. W sezonie 2015/16 ponownie mistrzostwa Ukrainy rozgrywane w dwóch osobnych ligach, podporządkowanej FBU SL Favorit Sport oraz w UBL. Klub startował w SL Favorit Sport, zajmując 6.miejsce w lidze. W sezonie 2016/17 klub znów był szóstym, a w 2018 ósmym. Sezon 2018/19 zakończył na trzecim miejscu.

## Sukcesy
- brązowy medalista Mistrzostw Ukrainy: 2009/10, 2011/12, 2012/13, 2018/19
- zdobywca Pucharu Ukrainy: 2009/10
- zdobywca Pucharu Superligi: 2012/13
- finalista Pucharu Superligi: 2011/12

## Koszykarze i trenerzy klubu

### Trenerzy
- 1972–197?:  Iwan Rebrysty
- 197?–198?:  Ołeksandr Kompanijeć
- 1986–199?:  Ołeksandr Szyrobokow

...
- 200?–201?:  Kyryło Bolszakow
- od 201?:  Wałerij Plechanow

## Struktura klubu

### Hala
Klub koszykarski rozgrywa swoje mecze domowe w hali Pałacu Sportu ZAB (ZaporiżAluminBud) w Zaporożu, który może pomieścić 1000 widzów.